# Wspinaczka sportowa na Zimowych Światowych Wojskowych Igrzyskach Sportowych 2017 – na czas kobiet

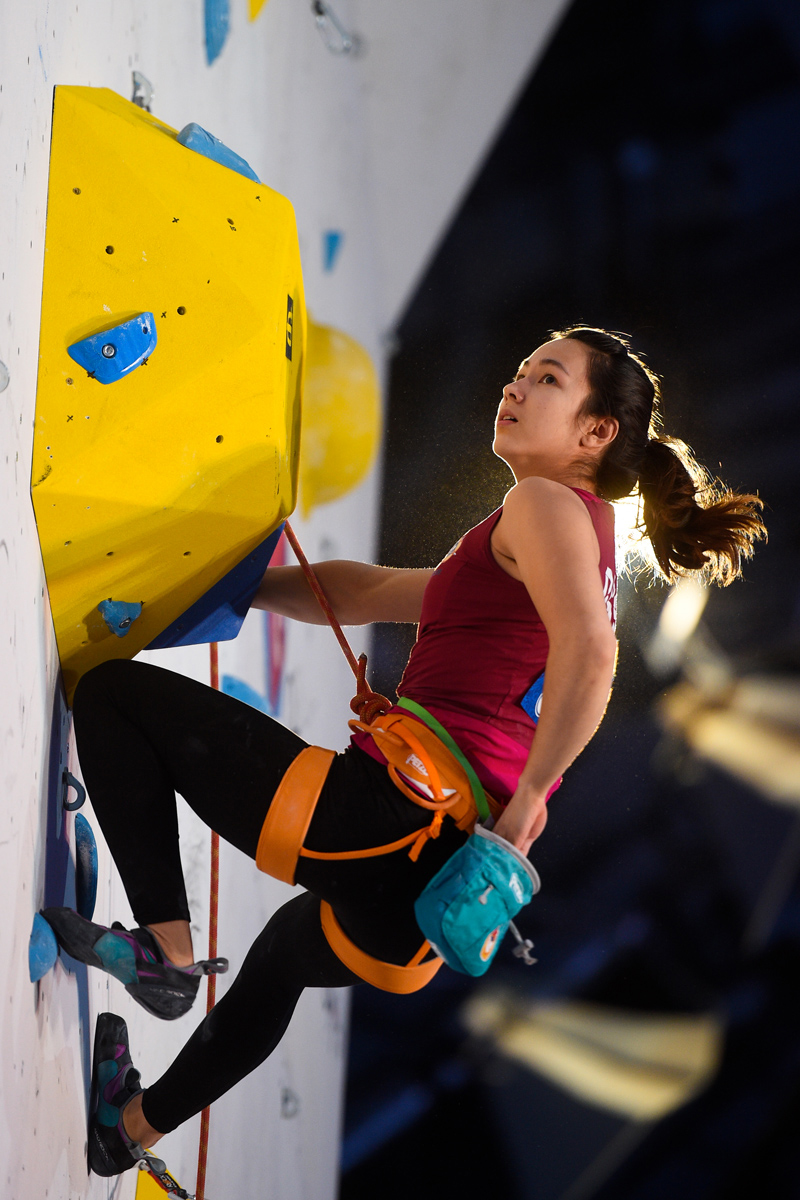
Soczi 2017 - Daria Kan (3 m.).

Wspinaczka na czas – jedna z ekstremalnych konkurencji sportowych rozgrywana  przez kobiety na 3. Zimowych Światowych Wojskowych Igrzyskach Sportowych w ramach wspinaczki sportowej podczas igrzysk wojskowych  w pałacu lodowym „Bolszoj” w Soczi w dniu 27 lutego 2017. Konkurencję kobiet zdominowały Rosjanki: Anna Cyganowa (złoto), Daria Kan (brąz). Srebro dla Francuzki Aurélii Sarisson.

## Terminarz
Konkurencja rozpoczęła się eliminacjami w dniu 27 lutego o godzinie 9:30 (czasu miejscowego). Finał rozegrano o godz 16:00. Konkurencja na czas kobiet odbywała się w  tym samym czasie co zawody mężczyzn.
| Harmonogram przebiegu konkurencji | Harmonogram przebiegu konkurencji | Harmonogram przebiegu konkurencji |
| Data                              | Godzina (UTC+03:00)               | Wydarzenie                        |
| --------------------------------- | --------------------------------- | --------------------------------- |
| 27 lutego 2017(dts)               | 9:30                              | Kwalifikacje                      |
| 27 lutego 2017(dts)               | 16:00                             | Finał                             |

## Uczestniczki
Do zawodów zgłoszonych zostało 6 zawodniczek reprezentujących 2 kraje.
- Francja (2)
- Rosja (4)

## Medalistki
| Złoto                 | Srebro                     | Brąz              |
| Rosja · Anna Cyganowa | Francja · Aurélia Sarisson | Rosja · Daria Kan |

## Wyniki
| Rank. | Zawodnik            | Państwo | Kwalifikacje | Kwalifikacje | Kwalifikacje | 1/2 finału | Finał |  |
| Rank. | Zawodnik            | Państwo | Ścieżka A    | Ścieżka B    | Max rezultat | 1/2 finału | Finał |  |
|       |                     |         |              |              |              |            |       |  |
| 01 !  | Anna Cyganowa       | Rosja   | 1E-04        | 9,4          | 8,3          | 8,7        | 8,2   |  |
| 02 !  | Aurélia Sarisson    | Francja | 9,3          | 9,0          | 9,0          | 8,8        | 12,2  |  |
| 03 !  | Daria Kan           | Rosja   | 8,9          | 8,8          | 8,8          | 9,8        | 8,5   |  |
| 4     | Victoire Andrier    | Francja | 0,0001       | 9,8          | 9,6          | 9,3        | 9,4   |  |
| 5     | Jewgienija Łapszina | Rosja   | u            | 10,5         | 10,5         | N/A        | N/A   |  |
| 6     | Olga Jakowlewa      | Rosja   | 19,8         | 20,4         | 19,8         | N/A        | N/A   |  |

Źródło: